# Barytheriidae
Barytheriidae (dal significato di bestie pesanti) è una famiglia estinta di primitivi proboscidati che visse durante il tardo Eocene e il primo Oligocene in Nordafrica e Oman. I membri della famiglia Barytheriidae furono i primi proboscidati di grande taglia ad essere scoperti come fossili ed erano caratterizzati da un grande dimorfismo sessuale.

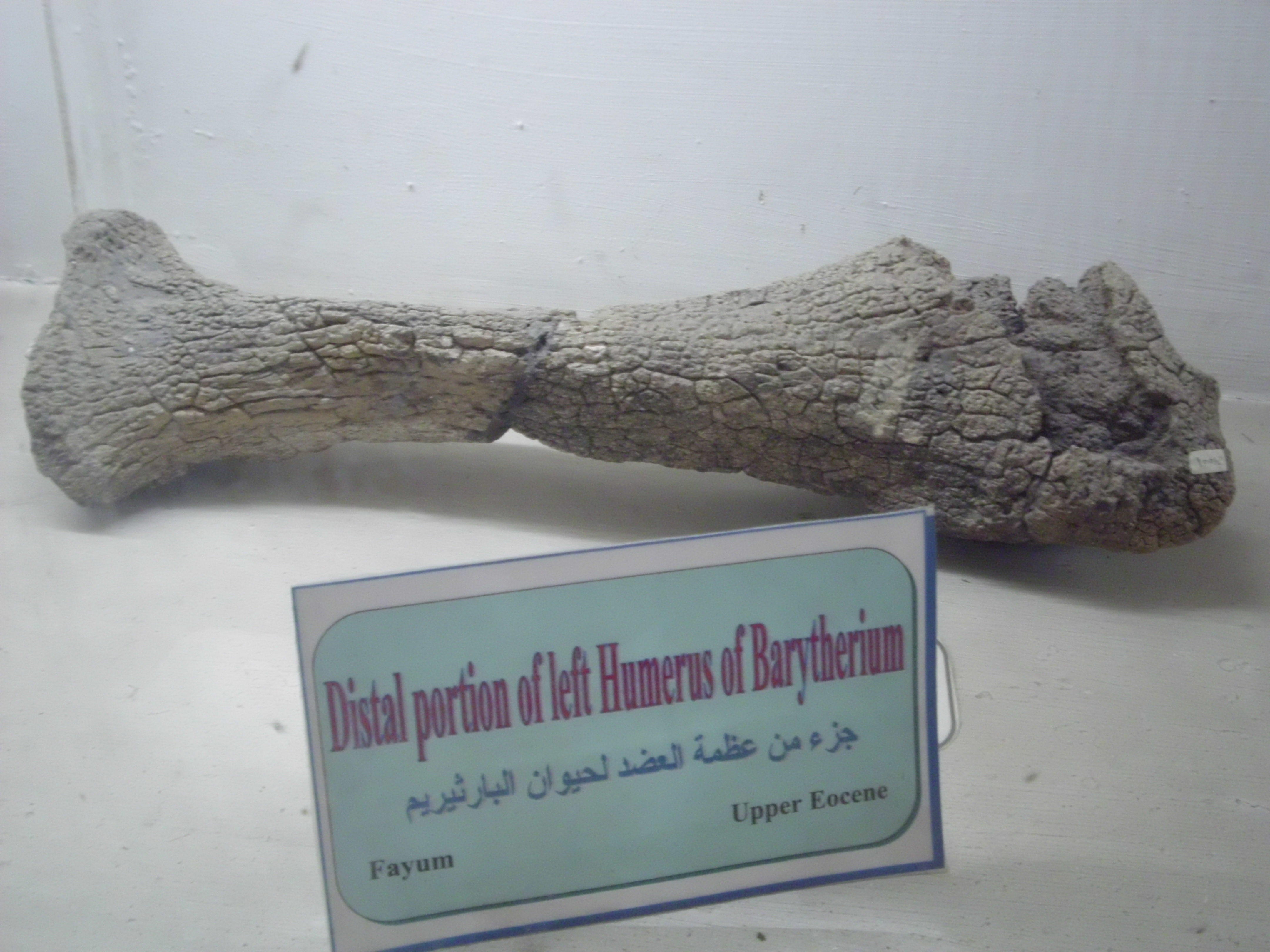
Omero sinistro di Barytherium, trovato a Fayum